# Bengtsfors (plaats)
Bengtsfors is de hoofdplaats van de gemeente Bengtsfors in het landschap Dalsland en de provincie Västra Götalands län in Zweden. De plaats heeft 3194 inwoners (2005) en een oppervlakte van 329 hectare.

## Verkeer en vervoer
Bij de plaats lopen de Länsväg 164 en Länsväg 172.